# Залуцкий, Михаил Константинович
Михаи́л Константи́нович Залу́цкий (род. 1 апреля 1957) — советский легкоатлет, специалист по бегу на короткие дистанции. Выступал на всесоюзном уровне в 1980-х годах, победитель Спартакиады народов СССР, чемпион СССР, призёр первенств всесоюзного и всероссийского значения. Представлял Иркутск и спортивное общество «Урожай». Мастер спорта СССР международного класса.

## Биография
Михаил Залуцкий родился 1 апреля 1957 года. Уроженец Нижнеангарска, занимался лёгкой атлетикой в Иркутске, где учился в техникуме физической культуры, выступал за добровольное спортивное общество «Урожай».
Наивысших успехов на всесоюзном уровне добился в сезоне 1983 года, когда на VIII летней Спартакиаде народов СССР в Москве выиграл бронзовую медаль в беге на 100 метров и стал серебряным призёром разыгрывавшегося здесь чемпионата СССР, тогда как в программе эстафеты 4 × 100 метров вместе с членами команды РСФСР Иваном Бабенко, Андреем Прокофьевым, Анатолием Литвиновым и Виктором Хрищуком превзошёл всех соперников и завоевал золотую награду. Позднее также в 100-метровой дисциплине получил серебро на соревнованиях в Ангарске.
В мае 1982 года на соревнованиях в Сочи установил свой личный рекорд в беге на 100 метров — 10,26. На всесоюзном старте в Киеве в той же дисциплине пришёл к финишу пятым.
В 1986 году окончил Омский государственный институт физической культуры.
За выдающиеся спортивные достижения удостоен почётного звания «Мастер спорта СССР международного класса».